# Nizamabad (Uttar Pradesh)
Nizamabad – miasto w północnych Indiach w stanie Uttar Pradesh, na Nizinie Hindustańskiej.
Populacja miasta w 2001 roku wynosiła 12 096 mieszkańców.